# Station Catania Centrale
Station Catania Centrale is een spoorwegstation in de Italiaanse stad Catania. Catania Centrale is het hoofdstation van de stad en tevens een van de stations van de metro van Catania. Het is gelegen aan het Piazza Papa Giovanni XXIII ten oosten van het stadscentrum aan de Ionische Zee.
Het eerste station op deze plaats werd in 1867 geopend. In 1870 werd begonnen met de bouw van het huidige stationsgebouw. Met de elektrificatie van de treinen in de jaren zestig werd het station uitgebreid door middel van landaanwinning.
Voor het stationsgebouw staat, aan de zuidkant van de Piazza Papa Giovanni XXIII, de monumentale Fontana di Proserpina (Fontein van Proserpina) die is gemaakt door Giulio Moschetti en in 1904 werd ingehuldigd.